# 平完子
平 完子（たいら の さだこ/かんし、生没年未詳）は、平安時代末期の平家一門の女性。平清盛の六女。近衛基通の正室。寬子（かんし）とも。

## 生涯
清盛は摂関家と血縁関係を結ぶべく、近衛基実に娘の盛子を正室として配したが、盛子はまだ幼く、基実が盛子との子をなす前に早世したため、基実の遺児である基通に、六女の完子を正室として配した。婚姻は基通が嘉応2年（1170年）に11歳で元服した直後と見られる。
夫基通は平家寄りである一方、後白河法皇の男色の相手として寵愛著しかった。
治承元年（1177年）に男子を出産するも夭折。治承3年（1179年）11月、基通が関白に任じられると、完子は北政所となり、寿永2年（1183年）2月、従三位に叙される。
寿永2年（1183年）7月、平家一門が安徳天皇を擁して都を落ち延びる際、基通は同行を拒否して後白河法皇の元に逃れた。完子は一門と共に西走した。文治元年（1185年）、壇ノ浦の戦いで平家一門が海中に沈む中、命を長らえた完子は建礼門院と共に都へ護送される。
基通は安徳天皇に代わって擁立された後鳥羽天皇の摂政となって宮廷に返り咲くが、帰洛後の完子との関係は不明。その後の完子の記録はなく、出家したものと推測される。
平家物語によれば完子は和歌に優れ、非常に肌が美しく、衣通姫と称されたという。